# Campionat del món de ciclisme en pista de 1932
El Campionat Mundial de Ciclisme en Pista de 1932 es va celebrar a Roma (Itàlia) del 27 d'agost al 4 de setembre de 1932.
Les competicions es van celebrar al Stadio Nazionale del Partito Nazionale Fascista de Roma. En total es va competir en 3 disciplines, 2 de professionals i 1 d'amateurs.

## Resultats

### Professional
| Prova                | Or                        | Argent                   | Bronze                   |
| Velocitat individual | Jef Scherens · Bèlgica    | Lucien Michard · França  | Mathias Engel · Alemanya |
| Darrere moto         | Georges Paillard · França | Walter Sawall · Alemanya | Erich Möller · Alemanya  |

### Amateur
| Prova                | Or                        | Argent              | Bronze                 |
| Velocitat individual | Albert Richter · Alemanya | Nino Mozzo · Itàlia | Franz Dusika · Àustria |

## Medaller
| Pos. | País     | Or | Plata | Bronze | Total |
| 1    | Alemanya | 1  | 1     | 2      | 4     |
| 2    | França   | 1  | 1     | 0      | 2     |
| 3    | Bèlgica  | 1  | 0     | 0      | 1     |
| 4    | Itàlia   | 0  | 1     | 0      | 1     |
| 5    | Àustria  | 0  | 0     | 1      | 1     |